# Alex Izykowski
Alex Izykowski (* 26. Januar 1984 in Bay City, Michigan) ist ein US-amerikanischer Shorttrack-Läufer.
Alex Izykowski begann im Alter von 11 Jahren mit dem Eisschnelllauf. Außerdem betreibt er Radrennsport und war 1998 Doppelmeister des Bundesstaates Michigan im Straßenrennen und beim Kriterium. Der Sportler aus Bay City trainiert im Olympic Training Center von Colorado Springs. 2002 startete er erstmals bei US-Juniorenmeisterschaften und wurde Zweiter im Mehrkampf, ein Jahr später trat er erstmals bei Juniorenweltmeisterschaften und wurde Achter, ebenfalls im Mehrkampf. Bei den Weltmeisterschaften 2005 gewann er mit der US-Staffel die Bronzemedaille. Dieselbe Platzierung erreichte er ebenfalls mit der Staffel bei seinen ersten Olympischen Spielen 2006 in Turin. Izykowski startet für den Klub Bay County.